# Sanhedrin (Talmude)

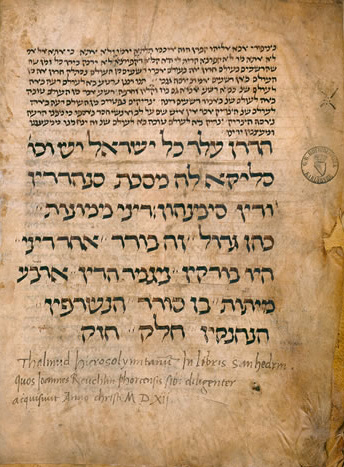
Última página do Tratado Sanhedrin (cópia manuscrita).

O tratado talmúdico denominado Sanhedrin (hebraico: סנהדרין ou "Sinédrio") é um dos dez tratados da Seder Nezikin ("Ordem de Danos", uma seção do Talmude Babilônico que trata de danos e procedimentos civis e criminais). Originalmente formou um tratado junto com Makkot ("Açoites"), que também trata do direito penal. A Guemará deste tratado é notável como precursora do desenvolvimento de princípios do direito consuetudinário, por exemplo, a presunção de inocência e a regra de que uma condenação criminal exige a concordância de todos os doze membros do júri. Este tratado é encontrado na Mishná e na Guemará.

## Resumo do tratado
Dentro da Seder Nezikin, o "Tratado do Sinédrio" concentra-se em questões de jurisdição, direito penal e punições. O tratado inclui 11 capítulos que tratam dos seguintes tópicos:
1. Os diferentes níveis de tribunais e os casos em que cada nível preside.
2. Os privilégios do sumo sacerdote e do rei judeu em sua participação nos processos judiciais.
3. Julgamentos civis: testemunhas, juízes aceitáveis e procedimentos gerais.
4. A diferença entre processos criminais e processos civis; os procedimentos gerais em processos criminais.
5. Procedimentos judiciais, incluindo o interrogatório de testemunhas e a votação dos juízes.
6. Os procedimentos de execução após condenação, especialmente o apedrejamento.
7. Os quatro tipos de pena capital e os crimes em que deve ser aplicado o apedrejamento.
8. O filho rebelde e outros crimes pelos quais o infrator é executado, e os crimes pelos quais os judeus estão destinados a morrer se os cometerem.
9. Crimes que merecem pena capital, por morte na fogueira, despejando chumbo derretido na garganta do réu, ou sua decapitação, e punições auxiliares.
10. Crimes que merecem pena capital por estrangulamento e enforcamento do réu.
11. Aqueles que terão a sua parte no Olam Habá, o mundo vindouro, e aqueles que não a terão.